# Cyclosa tripartita
Cyclosa tripartita är en spindelart som beskrevs av Albert Tullgren 1910. Cyclosa tripartita ingår i släktet Cyclosa och familjen hjulspindlar. Inga underarter finns listade i Catalogue of Life.